# Cymbilaimus lineatus
Cymbilaimus lineatus là một loài chim trong họ Thamnophilidae.